# Momčilo Đujić
Momčilo Đujić (Kovačić kraj Knina, 27. veljače 1907. – Chicago, 11. rujna 1999.), bio je četnički vojvoda. Nekažnjeni ratni zločinac iz Drugoga svjetskog rata.

## Životopis
Momčilo Đujić rođen je u pravoslavnoj srpskoj obitelji u Kovačiću kraj Knina 1907. godine. Niže razrede gimnazije pohađao je u Kninu, više u Šibeniku, ali nije maturirao jer je iz sedmog razreda (1929.) otišao je na bogosloviju u Srijemske Karlovce. Za svećenika zaređen je 1933. godine i odmah dobiva mjesto u strmičkoj parohiji kraj Knina. Od 1935. godine je inicijator, organizator i vođa četničkih udruženja u okolici Knina.

### Drugi svjetski rat
Nakon proglašenja NDH sa skupinom četnika razoružao je žandarmerijsku stanicu u Strmici. Potkraj svibnja 1941. pred prijetnjom uhićenja bježi u Kistanje te sve do rujna 1943. godine djeluje pod pokroviteljstvom te surađuje s talijanskim okupacijskim i vojnim vlastima, potom zaštitnika traži u Nijemcima. U ljeto 1941. godine stavlja se na čelo četničkog odreda, od rujna 1941. godine zapovjednik je puka "Petar Mrkonjić", a početkom 1942. sudjeluje u osnivanju Dinarske četničke divizije, kojoj je vođa, premda stvarni zapovjednik postaje tek 1943. godine. U ime Štaba divizije 15. veljače 1942. godine upućuje srpskom stanovništvu proglas kojim poziva na oružani ustanak protiv ustaškog režima i NDH. S Dinarskom divizijom sudjelovao je u nizu akcija protiv partizana. Pod njegovim su zapovjedništvom četnici počinili mnoge zločine nad hrvatskim stanovništvom. Krajem 1942. i početkom 1943. godine Đujić je sa svojim četnicima počinio pokolje po selima Gata, Tugare, Cista, Gornji Dolac, Zvečanje, Dugopolje, Štikovo, Maovice, Otavice, Vinalić, Kijevo i Garjak. U selu Kosovu kod Knina formirao je i sabirni logor, koji su nazivali "malim Jasenovcem" (nazivan je i "srpskim Jasenovcem" a narod Kninske krajine prozvao ga je i "drugim Jasenovcem") a čije su žrtve najviše bili Srbi antifašisti.
»Okružni komitet KPH za Knin u svom izvješću od 18. listopada 1943., upućenom Pokrajinskom komitetu KPH za Dalmaciju, između ostaloga, ističe i ovo: Đujić u čuvenom Jasenovcu (Kosovo) ne prestaje da ubija. Zadnjih dana ubio je 15 osoba. Ali ni to ne pomaže.«
Đujić je izmislio spravu za mučenje, nazvanu "popovo bure" (Velika bačva, okovana čeličnim obručima i sa svih strana izvana nabijena dugim čavlima tako da su oštrice čavala bile iznutra. U bure bi se zatvarao logoraš i zatim kotrljao niz strminu kraj crkve Lazarice. Na taj način čavli su sa svih strana probadali logoraša, te su neki prilikom tih koturanja iskrvarili i umrli.) Bure je nekada bilo izloženo u Vojnom muzeju u Beogradu.
Povremeno je održavao veze i suradnju s vlastima NDH (od Velikog župana u Kninu Davida Sinčića prima pomoć u novcu, hrani i drugim ratnim potrebama te sudjeluje u zajedničkim borbenim akcijama s ustašama) te njemačkim vojnim vlastima u Hrvatskoj.
Zahvaljujući pokroviteljstvu njemačkih vojnih snaga, koje uzdržavaju i naoružavaju Đujićevu Dinarsku diviziju, uspijeva Đujić održati stanovitu kontrolu (koju dijeli s Nijemcima) na širem području Knina te krajem ljeta 1944. godine zapovijeda snagom od oko 6.500 četnika. Ovakvo stanje vlastima NDH izrazito smeta, te Ante Pavelić prigodom posjeta Adolfu Hitleru u Istočnoj Pruskoj 18. rujna 1944. god. traži da njemačke snage prestanu podržavati četnike i po mogućnosti ih razoružaju, ili barem ne smetaju vlastima NDH u njihovom razoružavanju. Hitler ne daje odlučan odgovor, te Ministarstvo unutarnjih poslova NDH upućuje 6. listopada 1944. godine tajnu okružnicu svim velikim županima, u kojoj se govori: "Hrvatsko državno vodstvo gleda u četnicima pogibelj za obstanak Hrvatske države i namjerava četnički problem rješiti razoružavanjem četnika. Dosljedno tome jest prekid suradnje njemačkih oružanih snaga s četnicima u Hrvatskoj, koji se imade provesti sistematski i postepeno. Svako podupiranje u kojem god obliku mora odmah prestati. Gdje mjestne prilike traže pomoći ustaše kod provedbe razoružanja. Prvenstveno treba razoružati srbske četnike. Pri ovome valja postupati sistematski i postepeno tako, da oni koji se bore kao i prije na njemačkoj strani protiv komunista mogu ostati kod svojih prijašnjih zadaća što dulje je moguće. Predviđena osnova glavnog zapovjedništva četničkih jedinica, nesmije se ipak pustiti iz vida." Međutim su se njemačke oružane snage oslanjale na četnike do samog kraja rata, te upute iz tajne okružnice nisu imale osobiti učinak; u nekoliko navrata se snage NDH sukobljavaju s četnicima kao deklariranom "pogibelji za obstanak Hrvatske države"; tako krajem 1944. godine ubijaju u Zagrebu oko 40 pripadnika Ljotićevih snaga koje se iz Srbije povlače prema Sloveniji, te veću grupu (prema različitim izvorima 127 do 260) četnika u Kostajnici. Jači udarac Đujićevim snagama nanose partizani u borbama za Knin u prosincu 1944. godine, gdje njemačke, domobranske i četničke snage bivaju odbačene od Knina; a sama Đujićeva Dinarska divizija ima oko 800 mrtvih i ranjenih.

### Odlazak četničke divizije, emigracija u SAD i obnova četničkog pokreta
U prosincu 1944. godine uz odobrenje Ante Pavelića prebacuje Dinarsku diviziju preko Hrvatskog primorja i Istre u Sloveniju, pri čemu je počinila brojne zločine nad Hrvatima vršeći ubojstva, pljačke i paleći kuće. U svibnju 1945. u okolini Soče predaju se zapadnim saveznicima. Uhićen je i zatvoren u logoru Eboli u Italiji, poslije se prebacuje u SAD i Kanadu gdje nastavlja djelovati kroz velikosrpsku organizaciju "Ravna Gora".
Godine 1989. dodijelio je titulu četničkog vojvode Vojislavu Šešelju. Tada je poučio Šešelja neka "izgna sve Hrvate, Albance i ostale strane elemente sa svetoga srpskog tla" te se obećao vratiti iz izbjeglištva u Sjedinjenim Američkim Državama u otadžbinu, samo ako Šešelj uspije "očistiti Srbiju sve do posljednjeg Židova, Albanca i Hrvata". Titulu je Šešelju oduzeo 1998. godine, nakon što je Šešelj počeo surađivati sa Slobodanom Miloševićem.
Đujić kao četnički "nadvojvoda" novčano je podupirao četnike koji su početkom 1990-ih ratovali u BiH i Hrvatskoj, te ih ohrabrivao slanjem četničkih odlikovanja i proglašenja vojvodama.
Jugoslavija nije uspjela od SAD ishoditi izručenje Momčila Đujića, makar je izručenje tražila više puta (čak je SRJ to zahtijevala 1991. godine). Republika Hrvatska u je svibnju 1999. godine također zahtijevala izručenje bivšeg četničkog vojnog vođe zbog optužbe za ubojstva najmanje 1500 osoba na području Knina, Vrlike, Sinja, Šibenika i Otočca.
Đujić je umro 11. rujna 1999. godine u Chicagu.

## Spomen u četničkom pokretu
Poklonici radikalne velikosrpske ideologije do danas uzvisuju Momčila Đujića kao osobitog četničkog velikana, a pjesme koje ga veličaju pjevaju se i danas.